# Japan Ice Hockey League 1966/67
Die Saison 1966/67 war die erste Spielzeit der Japan Ice Hockey League, der höchsten japanischen Eishockeyspielklasse. Meister wurde zum ersten Mal überhaupt in der Vereinsgeschichte der Iwakura Ice Hockey Club. Topscorer mit 14 Punkten wurde Takao Hikigi von den Ōji Eagles. 

## Modus
In der Regulären Saison absolvierte jede der fünf Mannschaften insgesamt acht Spiele. Der Erstplatzierte nach der Regulären Saison wurde Meister. Für einen Sieg erhielt jede Mannschaft zwei Punkte, bei einem Unentschieden einen Punkt und bei einer Niederlage null Punkte.

## Reguläre Saison

### Tabelle
|    | Team                     | GP | W | L | T | GF | GA | Pts |
| -- | ------------------------ | -- | - | - | - | -- | -- | --- |
| 1. | Iwakura Ice Hockey Club  | 8  | 7 | 1 | 0 | 38 | 18 | 14  |
| 2. | Ōji Eagles               | 8  | 6 | 2 | 0 | 39 | 21 | 12  |
| 3. | Fukutoku Ice Hockey Club | 8  | 4 | 3 | 1 | 30 | 30 | 9   |
| 4. | Seibu Prince Rabbits     | 8  | 1 | 6 | 1 | 20 | 36 | 3   |
| 5. | Furukawa Ice Hockey Club | 8  | 1 | 7 | 0 | 21 | 43 | 2   |

GP = Spiele, W = Siege, L = Niederlagen, T = Unentschieden

### Toptorschützen
|    | Spieler          | Team    | Tore |
| -- | ---------------- | ------- | ---- |
| 1. | Tohru Okajima    | Iwakura | 11   |
| 2. | Koji Iwamoto     | Iwakura | 8    |
| 3. | Takao Hikigi     | Ōji     | 8    |
| 4. | Hideaki Kurokawa | Ōji     | 7    |
| 5. | Takanori Suzuki  | Ōji     | 6    |

## Auszeichnungen
- Most Valuable Player – Takao Hikigi, Ōji Eagles

## All-Star-Team
| Tor          | Katsuji Morishima (Iwakura) | Katsuji Morishima (Iwakura) | Katsuji Morishima (Iwakura) | Katsuji Morishima (Iwakura) | Katsuji Morishima (Iwakura) | Katsuji Morishima (Iwakura) |
| Verteidigung | Jiro Ogawa (Iwakura)        | Jiro Ogawa (Iwakura)        | Jiro Ogawa (Iwakura)        | Kenji Toriyabe (Ōji)        | Kenji Toriyabe (Ōji)        | Kenji Toriyabe (Ōji)        |
| Sturm        | Takao Hikigi (Ōji)          | Takao Hikigi (Ōji)          | Koji Iwamoto (Iwakura)      | Koji Iwamoto (Iwakura)      | Hideaki Kurokawa (Ōji)      | Hideaki Kurokawa (Ōji)      |